# Tsuchiyaea wingfieldii
Tsuchiyaea wingfieldii är en svampart som först beskrevs av Van der Walt, Y. Yamada & N.P. Ferreira, och fick sitt nu gällande namn av Y. Yamada, H. Kawas., Itoh, I. Banno & Nakase 1988. Tsuchiyaea wingfieldii ingår i släktet Tsuchiyaea och familjen Tremellaceae.   Inga underarter finns listade i Catalogue of Life.